# Agathia aequisecta
Agathia aequisecta är en fjärilsart som beskrevs av Swinhoe 1906. Agathia aequisecta ingår i släktet Agathia och familjen mätare. Inga underarter finns listade i Catalogue of Life.